# Klimov TV3-117
Klimov TV3-117 je ruski (sovjetski) turbogredni motor, ki se uporablja v srednje velikih in jurišnih helikopterjih. Razvili so ga v 1970ih in je izmed najbolj pogosto uporabljanih turbogrednih motorjev, uporablja ga velika večina helikoptrejv Mil in Kamov. Zgradili so več kot 25000 motorjev TV3-117, ki so zbrali več kot 16 milijonov delovnih ur.

## Uporaba
- Antonov An-140
- Kamov Ka-27
- Kamov Ka-29
- Kamov Ka-32
- Kamov Ka-50
- Mil Mi-8
- Mil Mi-14
- Mil Mi-17
- Mil Mi-24
- Mil Mi-28
- Mil Mi-35

## Tehnične specifikacije (TV3-117VMA Series 2)
- Tip: turbogredni motor s prosto turbino
- Dolžina: 2055 mm (80,9 in)
- Premer: 728 mm (28,7 in)
- Teža: 294 kg (648 lb)

- Največja moč: 1640 kW (2200 KM) (vzlet)
- Tlačno razmerje: 9,4:1
- Temperatura pri vstopu v turbino: 920-990 C
- Specifična poraba goriv: 0,308 kg/kW/hr (0,507 lb/KM/uro)